# Året då Ricardo Reis dog
Året då Ricardo Reis dog (portugisiska originalets titel "O ano da morte de Ricardo Reis"), är en roman från 1984 av den portugisiske nobelpristagaren i litteratur år 1998 José Saramago.

## Handling
Den utspelar sig i Portugal under Salazarregimen år 1936. Till Portugal återvänder en dag läkaren Ricardo Reis efter en tids exil i Brasilien. Han ser alla förändringar som ägt rum i Salazars polisstat, han träffar människor arbete och fest, ser förfallet och rädslan, men också motståndet. Så en dag blir Reis misstänkt av polisen, på grund av hans sällskap med den vackra städerskan Lídia, men framför allt på grund av den mystiske person som Reis har vid sin sida under sina vandringar. Att det är den avlidne poeten Fernando Pessoa som i vålnadens skepnad uppträder kan ingen polis ana.
Boken är översatt till svenska av Hans Berggren.
Boken översattes till engelska 1993, och belönades med Independent Foreign Fiction Prize.

### Fotnoter
1. ↑  ”Books: Recommended”. independent.co.uk. 14 augusti 1993. http://www.independent.co.uk/arts-entertainment/books/books-recommended-1460930.html. Läst 19 mars 2011.